# Muro Lucano
Muro Lucano is een gemeente in de Italiaanse provincie Potenza (regio Basilicata) en telt 6015 inwoners (31-12-2004). De oppervlakte bedraagt 125,7 km², de bevolkingsdichtheid is 49 inwoners per km².
Het tegen steile hellingen gelegen stadje is vooral bekend als geboorteplaats van de heilige Gerardus Majella, de redemptoristenbroeder die ook in Nederland (met name in Wittem) wordt vereerd.
De volgende frazioni maken deel uit van de gemeente: Capodigiano.

## Demografie
Muro Lucano telt ongeveer 2232 huishoudens. Het aantal inwoners daalde in de periode 1991-2001 met 4,2% volgens cijfers uit de tienjaarlijkse volkstellingen van ISTAT.
| Jaar | Inwoneraantal |
| ---- | ------------- |
| 1991 | 6380          |
| 2001 | 6110          |

## Geografie
De gemeente ligt op ongeveer 600 m boven zeeniveau.
Muro Lucano grenst aan de volgende gemeenten: Balvano, Bella, Castelgrande, Colliano (SA), Laviano (SA), Ricigliano (SA), San Fele, San Gregorio Magno (SA).

## Geboren
- Gerardus Majella (1726 - 1755). rooms-katholieke heilige
- Vincenzo Maria Marolda (1803-1854), bisschop
- Antonio Rosario Mennonna (1906-2009), bisschop